# 下伊利因诺夫卡村委员会
下伊利因诺夫卡村委员会（俄语：Нижнеильиновский сельсовет）是俄罗斯联邦阿穆尔州米哈伊洛夫卡区所属的一个村委员会。其下辖有2个居民点，行政中心为下伊利因诺夫卡。据2016年统计，该村委员会的人口为373人。